# You Want It Darker
You Want It Darker je čtrnácté studiové album kanadského hudebníka Leonarda Cohena. Obsahuje devět nových písní a vydáno bylo v říjnu roku 2016. Producentem alba byl Cohenův syn Adam Cohen. Na některých písních se na albu podílel Patrick Leonard, který s Cohenem spolupracoval již na předchozích dvou albech. Dále se na albu podíleli například Dana Glover a Zac Rae. Část titulní písně byla představena již několik měsíců před oznámením alba v seriálu Peaky Blinders. Celá píseň „You Want It Darker“ byla představena v den Cohenových dvaaosmdesátých narozenin (21. září 2016). Několik týdnů po vydání alba Cohen zemřel.

## Seznam skladeb
| Pořadí | Název                      | Hudba                       | Text          | Producent       | Délka |
| ------ | -------------------------- | --------------------------- | ------------- | --------------- | ----- |
| 1.     | You Want It Darker         | Patrick Leonard             | Leonard Cohen | Adam Cohen      | 4:44  |
| 2.     | Treaty                     | Leonard Cohen               | Leonard Cohen | Patrick Leonard | 4:02  |
| 3.     | On the Level               | Sharon Robinson             | Leonard Cohen | Adam Cohen      | 3:27  |
| 4.     | Leaving the Table          | Leonard Cohen               | Leonard Cohen | Adam Cohen      | 3:47  |
| 5.     | If I Didn't Have Your Love | Patrick Leonard             | Leonard Cohen | Patrick Leonard | 3:35  |
| 6.     | Traveling Light            | Patrick Leonard, Adam Cohen | Leonard Cohen | Adam Cohen      | 4:22  |
| 7.     | It Seemed the Better Way   | Patrick Leonard             | Leonard Cohen | Adam Cohen      | 4:21  |
| 8.     | Steer Your Way             | Leonard Cohen               | Leonard Cohen | Adam Cohen      | 4:23  |
| 9.     | String Reprise / Treaty    | Leonard Cohen               | Leonard Cohen | Patrick Leonard | 3:26  |

## Obsazení
Hudebníci
- Leonard Cohen – zpěv
- Adam Cohen – kytara, aranžmá
- Patrick Leonard – varhany, baskytara, klavír, klávesy, programování bicích, klávesová basa, perkuse, dirigent
- Neil Larsen – varhany
- Sean Hurley – baskytara
- Michael Chaves – baskytara, programování bicích
- Zac Rae – kytara, mellotron, celesta, klavír, klávesy, oktofon, mandolína, elektrické piano, perkuse
- Tom Hemby – buzuki
- Mai Bloomfield – violoncello (bas)
- Alison Krauss – doprovodné vokály
- Bruce Gaitsch – kytara
- Yoshika Masuda – violoncello
- David Davidson – housle
- Luanne Homzy – housle
- Etienne Gara – housle
- Michelle Hassler – viola
- Athena Andreadis – doprovodné vokály
- Bill Bottrell – kytara, pedálová steel kytara
- Brian MacLeod – bicí
- Dana Glover – doprovodné vokály
- Michael Chaves – klávesy
- Rob Humphreys – bicí
- Conor O'Neil – aranžmá
- Jake Smith – aranžmá
- Roï Azoulay – aranžmá, dirigent
- Congregation Shaar Hashomayim Synagogue Choir – sbor
- Cantor Gideon Y. Zelermyer – sólista

Technická podpora
- Adam Cohen – produkce
- Patrick Leonard – produkce
- Bill Bottrell – zvukový inženýr
- Howard Bilerman – zvukový inženýr
- Michael Chaves – zvukový inženýr
- Florian Ammon – zvukový inženýr
- Bruce Gaitsch – zvukový inženýr
- Zac Rae – zvukový inženýr